# دوم مضغوط
دوم مضغوط (الاسم العلمي: Hyphaene compressa) هو نوع نباتي يتبع جنس الدوم من فصيلة الفوفلية.